# Toby Regbo
Toby Finn Regbo, más conocido como Toby Regbo (Hammersmith, Londres, Inglaterra; 18 de octubre de 1991), es un actor británico de cine, televisión y teatro. En la serie Reign interpreta al príncipe y rey Francisco.

## Biografía
Toby Regbo nació el 18 de octubre de 1991 en Hammersmith, Londres, asistió al Latymer Upper School en West London. Su interés en la actuación comenzó cuando participaba en obras escolares, posteriormente estudio actuación en la Young Blood Theatre Company. Comenzó su carrera actoral a una edad temprana y rápidamente demostró su versatilidad y carisma en una variedad de roles en cine y televisión. 
Uno de los puntos culminantes de la carrera de Toby Regbo fue su papel como el joven rey Francisco II de Francia en la serie de época "Reign". Su interpretación convincente y emotiva le ganó el reconocimiento y el cariño de los fanáticos de la serie.  No solo pudo retratar con destreza la carga de la realeza, sino que también exploró las complejidades de su personaje de manera notable. 
Además de "Reign", Regbo también ganó notoriedad por su papel en "The Last Kingdom", donde interpretó a Æthelred. Su participación en esta serie de época lo consolidó como un actor destacado y le permitió mostrar su habilidad para encarnar personajes históricos y complejos. 
La versatilidad de Toby Regbo se extiende más allá de la pantalla, ya que también ha trabajado en teatro y producciones cinematográficas. Su capacidad para transmitir emociones y conectarse con el público ha sido un sello distintivo de su carrera. Aparte de su talento actoral, Toby Regbo ha ganado admiración por su apariencia y estilo único, lo que lo ha convertido en un ícono de la moda y una figura de influencia para muchos. Su ascendente carrera y su carisma lo han convertido en un actor en constante ascenso que continúa dejando huella en la industria del entretenimiento.

### Cine
| Año  | Película                                           | Personaje              | Director          | Notas |
| ---- | -------------------------------------------------- | ---------------------- | ----------------- | ----- |
| 2018 | Animales fantásticos: Los crímenes de Grindelwald  | Joven Albus Dumbledore | David Yates       |       |
| 2012 | Uwantme2killhim?                                   | John                   | Andrew Douglas    |       |
| 2011 | Someday This Pain Will Be Useful To You            | James Sveck            | Roberto Faenza    |       |
| 2011 | One Day                                            | Samuel Cope            | Lone Scherfig     |       |
| 2010 | Harry Potter y las Reliquias de la Muerte: parte 1 | Joven Albus Dumbledore | David Yates       |       |
| 2009 | Glorious 39                                        | Michael Walton         | Stephen Poliakoff |       |
| 2009 | Mr. Nobody                                         | Nemo de 15 años        | Jaco Van Dormael  |       |

### Televisión
| Año       | Programa                    | Personaje               | Notas                               |
| --------- | --------------------------- | ----------------------- | ----------------------------------- |
| 2022      | A Discovery of Witches      | Jack Blackfriars        | Personaje principal (Temporada 3)   |
| 2019      | Medici: Masters of Florence | Tommaso Peruzzi         | Personaje secundario (7 episodios)  |
| 2017-2020 | The Last Kingdom            | Etelredo II de Mercia   | Personaje secundario (21 episodios) |
| 2013—2017 | Reign                       | Francisco II de Francia | Personaje principal (51 episodios)  |
| 2012      | The Town                    | Harry                   | Personaje principal                 |
| 2012      | Treasure Island             | Jim Hawkins             | Serie de televisión                 |
| 2007      | M.I. High                   | Chad Turner             | Serie de televisión                 |
| 2006      | Sharpe's Challenge          | --                      | Serie de televisión                 |

### Teatro
En 2009 participó en la obra Tusk Tusk en el Royal Court Theatre, dirigida por Jeremy Herrin.
| Año  | Obra      | Personaje | Director      | Teatro              |
| ---- | --------- | --------- | ------------- | ------------------- |
| 2009 | Tusk Tusk | Eliot     | Jeremy Herrin | Royal Court Theatre |

### Videjojuegos
| Año  | Obra                         | Personaje   |
| ---- | ---------------------------- | ----------- |
| 2021 | Final Fantasy XIV: Endwalker | Hythlodaeus |